# عصفور السند
عصفور السند أو عصفور غابات السند أو عصفور الأدغال أو العصفور أمغر الظهر (الاسم العلمي: Passer pyrrhonotus) هو نوع من الطيور يتبع جنس العصفوريات من فصيلة العصافير الشهيرة عند العامة بالدواري، ويتواجد حول وادي الهند بجنوب آسيا يتشابه مع العصفور الدوري بشكلٍ كبيرٍ جدًا؛ فهو عصفور صغير يتميز بالريش الذي يكسو جسده، وعلى غرار العصفور الدوري، فإن الذكر يتمايز عن الأنثى والصغار بريشه الزاهي، المزين بعلامات سوداء متناثرة على كامل جسده ويعلو رأسه ريش رمادي، وتنفرد الذكور بوجود شريط كستنائي ينحدر من رأسها إلى خلف عينيها، أما الإناث فتختص برأسٍ سوداء إذا ماقورنت بالفصائل الأخرى، وتغريداتها الأساسية هي عبارة عن هتافات من الزقزقة اللطيفة، والتي تشكل ألحانًا موسيقية طويلة وقد اختلطت مع العديد من الأصوات الأخرى التي يتخللها أصوات الذكور، وكان يُعتقد قديمًا أن هذا النوع يرتبط ارتباطًا وثيقًا بالعصافير الدورية، إلا أن صلتها التطورية يظهر بأنها تبتعد عن تلك العصافير بعض الشيء، وعلى الرغم من اكتشاف هذه الفصيلة في عام 1840، إلا أنها لم تُلاحظ لعدة عقود بعد اكتشافها.
في نطاق وادي السند في باكستان وغرب الهند حيث موطن تكاثر هذه الفصيلة، يتوزع عصفور الغابة بشكل متجانس وكافٍ على ضفاف النهر والأراضي الرطبة المائلة ذات الشجيرات الشائكة والحشائش الطويلة، أثناء موسم الخمول الجنسي، تدخل بعض الطيور مساكنها الجافة وذلك على إثر الهجرات القصيرة التي تقوم بها من أماكن تكاثرها أو الهجرة إلى غرب باكستان أو الشرق الأقصى لإيران، فمنذ أن انتشرت تلك الأنواع بشكل كبير، واتسع نطاق دائرتها، تم تقييمها على أنها الأقل اهتماماً على القائمة الحمراء التابعة للاتحاد الدولي لحماية الطبيعة.
يعد عصفور السند من الطيور المصنفة بالاجتماعية في طرق تغذيتها التي تتجمع فيها على هيئة مجموعات صغيرة وأيضاً نظم تربيتها وانتشارها الشتوي، وتبحث تلك السلالات عن طعامها بالقرب من الأرض؛ فتتغذى في الغالب على البذور وأحياناً على الحشرات، ويُصنع العش على فروع الأشجار الكثيفة، وهي تجمعات كروية فوضوية تم تشيدها من الأعشاب أو غيرها من المواد النباتية الممتزجة مع بعض الخامات الناعمة، ويشترك كلا الجنسين في بناء العش ورعاية الصغار، وعادة ما يتم تربية صغار عصفور السند من اثنين إلى خمسة مع كل موسم تكاثر.

## الوصف

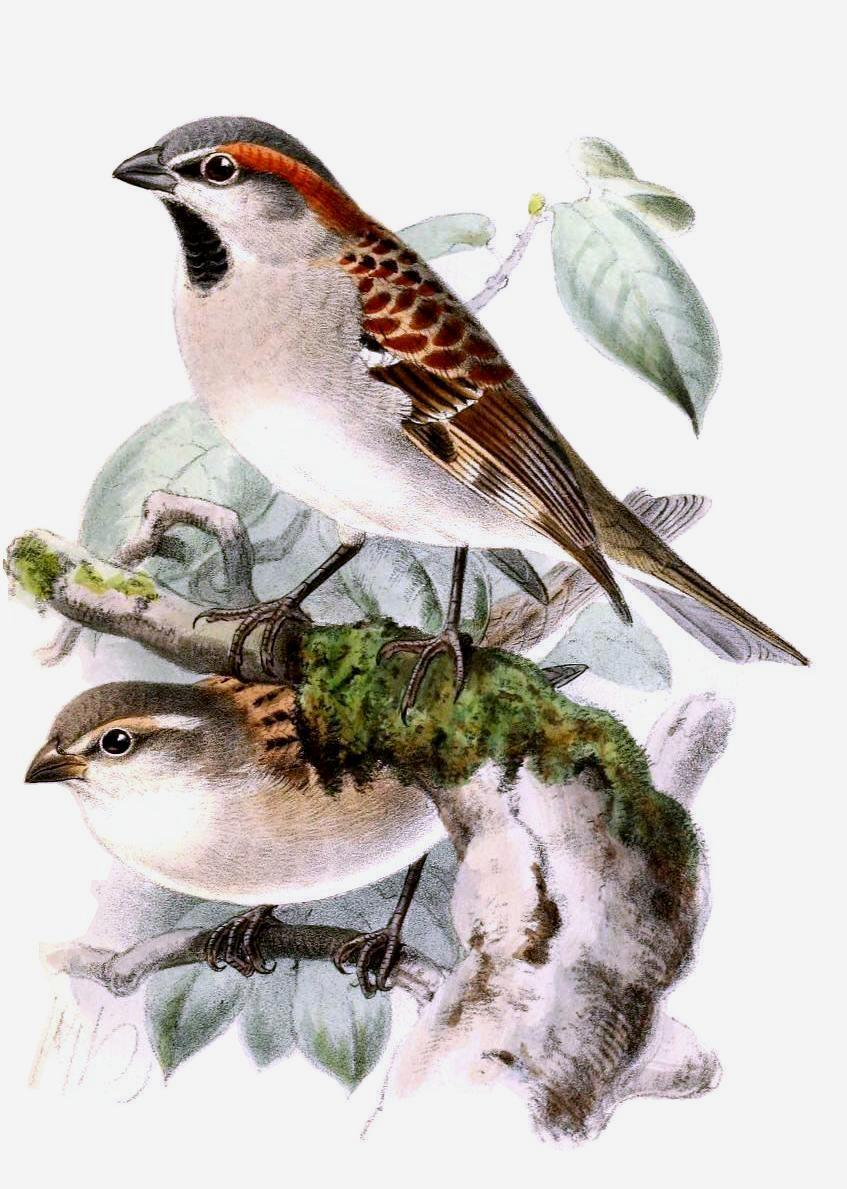
توضيح لثنائي من عصفور السند بواسطة المتخصص جون جيرارد كويلمنز.

يشبه عصفور السند إلى حدٍ كبير العصفور الدوري، فكلا الجنسين يشبه نظائرها من النوع الآخر، ولكنها تتميز بصغرها النسبي بالإضافة إلى تفرد الذكور والإناث ببعض العوامل التي تؤهلهم إلى الاندراج تحت مسمى عصفور السند، يبلغ طول عصفور السند حوالي 13 سم، أي (5.1 بوصة)، في حين يبلغ طول الأنواع الفرعية الشائعة بجنوب آسيا ذات الاسم العلمي "Passer domesticus indicus" حوالي 15 سم، (5.9 بوصة)، وتتراوح طول الأجنحة من 6.2 إلى 0.7 سم (2.4 - 2.8 بوصة)، أما الذيل فيتراوح مابين 4.7 إلى 5.7 سم، (1.9- 2.2 بوصة)، ويبلغ طوله تبعاً للدراسات العلمية الدقيقة حوالي 1.6 - 1.9 سم (0.63 - 0.75 بوصة).
يوجد بالذكر منطقة سوداء ضيقة عنقية يعلوها شريط كستنائي واسع ينزلق من جانب العين ولكنه لا يمتد إلى آخر الجسم. يتشكل جسده إلى رأس رمادية وانخفاض ظهري وعجُزي يميل إلى الحمرة، وينتهي بمؤخرة رمادية، وعلى الجانب الآخر فتتميز الأنثى بمنطقة علوية رأسية قاتمة وجوانب تتشح بالسواد أكثر من أنثى عصفور المنزل، وأيضاً تمتلك أكتاف كستنائية أشد قتامة، تشبه أنثى دوري البحر الميت أنثى دورى الغابة فتتميز الأولى باتباعها للفصائل الفرعية التي يطلق عليها الاسم العلمي " Passer moabiticus yattii"، ولكنها تتفوق عليها في وجود بعض المسحات الصفراء الخفيفة في الأجزاء الخلفية وغالباً على أجزاء من الرأس.، ويأخذ المنقار اللون الأسود في الذكور المتكاثرة، واللون البني الشاحب في الذكور غير المتكاثرة، وبتقدير طول هذا المنقار البالغ 1.1- 1.3 سم (0.43- 0.51) بوصة، فيعد منقار عصفور السند أصغر نسبياً من عصفور المنزل.
تتميز زقزقة عصفور السند بالنعومة، وانخفاض الحدة الصوتية، والنبرة الرقيقة المتميزة مقارنة بالتي يصدرها عصفور المنزل. ويتخلل النغمات التي يصدرها الذكور المتكاثرة بعض الملاحظات المزعجة مثل
(ت-ر-ر-رت) وبعض التغريدات والصفير القصير.

## التصنيف
يرجع الفضل للعالم الحيوان إدوارد بليث في إرساء معالم الخطوات الأولى إزاء الوصف الأولى والرسمي لعصفور السند، ويرجع السبق لهذا الاكتشاف إلى المستشرق الإسكتلندي الكسندر بيرنز والذي قام بتجميع تلك العينة في بهاوليور عام 1840م. نُشر وصف بليث كقضية مثارة في ذلك الوقت في صحيفة الجمعية الآسيوية في البنغال، فعلى الرغم من تأريخها في عام 1844، فقد تم نشرها فقط في عام 1845م. وعلى الرغم من تضافر الجهود التي بُذلت من قبل علماء الطيور أمثال ألان أوكتافيان هيوم بإقليم السند ووليام توماس بلانفورد بشرق إيران، فلم يتم تسجيلها كفصيل مُعترف به إلا بعد مرور ستة وثلاثين عاماً من بداية وصفها والتوصل إلى معالمها، وربما يكمن السبب في التشابه العام لفصيل عصفور المنزل بالإضافة إلى الوصف الخاطئ الذي تبناه بليث عن لون ريش العجز الكستنائي، وأيضاً وصف عالم الحيوان ثوماس جوردون الذي تضمن وصفه أخطاء مماثلة. وتعليقاً على البحث الذي لم يحقق القبول المنشود، كتب عالم الحيوان هيوم عن قضاء العالم توماس جوردون على مئات من فصائل عصفور المنزل وذلك لتركز حهوده على فصيل عصفور السند وإبقاء فصيلة عصفور المنزل خارج دائرة الضوء، فكان من المحتم أن ينال جزءاً من الدراسات التي قام بها بليث مبرهناً بذلك على أنه إذا كانت عصافير السند موجودة بالفعل، فكان لابد من إعطاءها قدراً لا بأس منه من الاهتمام العلمي وذلك لوضعها على السطح الدراسي في عجل. فكان الشك في تميز تلك الفصائل عن بعضها البعض هي الفكرة المسيطرة على هيوم على خلاف علماء الطيور، وقد أُعيد اكتشاف عصفور السند عن طريق سكروب بيردمور دوينج في عام 1880 في شرق منطقة نارا. أدرج ارينست هارترت عصفور السند نويعة للعصفور الدوري، وأطلق عليها التسمية العلمية "Passer domesticus pyrrhonotus" في مقاله "Die Vögel der paläarktishen Fauna"  ، ولكن وجد كلاً من دوينج وكلاود هارترت أنه على الرغم من تواجد كلا النوعين على أرضٍ واحدةٍ، إلا أنه يبدي كلا منهما الالتزام إزاء التكاثر في فصيلته.
التسمية العلمي المخصص للنوع هي "pyrrhonotus"، والتي تأتي جذورها من اللغة الإغريقية "purrhos" والتي تأخذ معنى الأنواع ذات الألوان الذهبية البراقة في اللغة الإنجليزية، وأيضًَا "nōtos" والتي تعني (المدعومة). قام عالم الطيور إ.س.ستوارت بيكر بإطلاق مسمى جديد على هذه الفصائل وهو «عصفور السند أمغر الظهر»، مما قد تسبب في إحداث نوعاً من المزج بينه وبين الأنواع الأخرى، وقام نيكاهارت باقتراح اسم «عصفور الأدغال»؛ ليصبح الاسم المقبول لمثل تلك الفصائل، يشير هذا المسمى إلى إقليم السند، وهو إقليم يقع في باكستان والذي يمثل جزءاً كبيراً من نطاق عصفور السند، وأيضاً هي غابة ذات بيئة صالحة لمأوى الطيور (بمعني الكلمة الأصلي للغابة الجافة المتشابكة). وتم اختصار هذا الاسم إلى «عصفور الأدغال» أو «عصفور الغابة»، ولكن تم الاستخدام المبدئي لمصطلح «عصفور الأدغال» من قِبل لجنة الطبور العالمية، إلى أن تم تبني مصطلح «عصفور السند» في عام 2009 ليصبح الأسم الشائع لهذه الفصائل.
ينتمي عصفور السند إلى جنس العصافير، والذي يضم العصفور الدوري ونحو عشرين نوع من الأنواع الأخرى. وفي الإستعراض العلمي الذي خُصص لمناقشة نظرية السلالات المرتبطة بعصفور السند عام 1936، أقترح عالم الطيور الألماني «ويلهلم مايزي» بإمكانية تطور تلك السلالات من أنواع معزولة من فصائل عصفور المنزل، مشيراً أن ربوع وجنبات وادي السند هي موطن تجمع الأنواع الصغيرة من الطيور. وقام العالم البريطاني جيمس دنيس سامرز سميث بتصنيف فصيلة عصفور السند كجزء من المملكة البيئية لأجناس الطيور ذات الهالة السوداءالمحيطة بأعناقها، والتي تضم فصيلة عصفور المنزل، وإن كان من الصعب بمكان تحديد العلاقة الوثيقة التي تربط عصفور المنزل بتلك الفصيلة، وأضاف العالم سمر سميث وقد لوحظ انتشار ذلك النوع في أواخر العصر الجليدي، ألا أنه قد تقلصت أعدادها بصورة كبيرة من حوالي 25.000 إلى 15.000، على إثر عزلتها في منطقة نائية، مثل دلتا نهر السند، التي يُعتقد أنها أصل التطور. وقد أثبتت دراسات حمض نووي للمتقدرات وجود جذور ضاربة في القدم لفصائل الدوري، قد وُجدت في وقت مبكر من أواخر العصر الميوسيني وأوائل العصر البليوسيني من حوالي خمسة ملايين عام. لاحظ كلاً من هيوم وتايسهارست وجود التشابه والتقارب الشديد بين عصفور السند وعصفور البحر الميت في الشرق الأوسط وبلوشستان. وقد وجد العالمان ويليام روبرت جرانت وهنري أوج فوربس ارتباط تلك الفصائل بعميق الصلة إلى العصفور الذي تنتمي فصيلته إلى طيور عبد الكوري، حيث موطن تلك الفصائل في جزيرة عبد الكوري، وقد اُدرج هذا التصنيف تحت الوصف الذي تبناه العالمان لهذه الفصائل في عام 1899 ، والتي قد أشار إليها العالم جاي كيروان في دراسته العلمية عام2008.

## التوزيع والإقامة

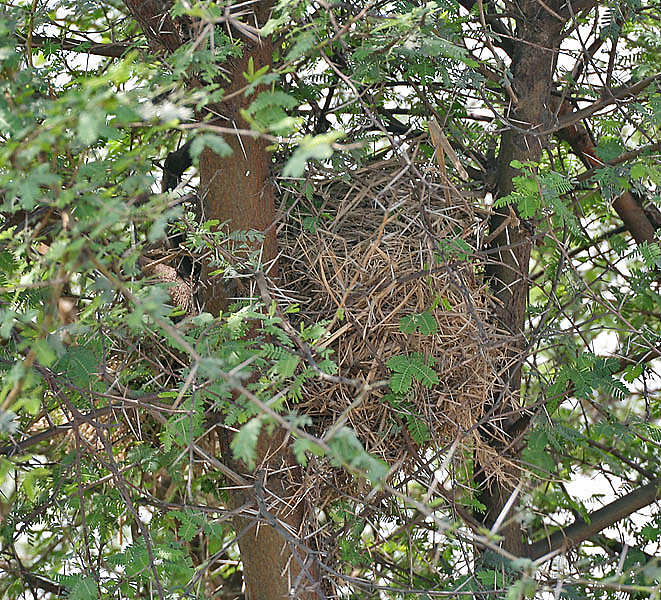
صورة جزئية لأحد مراكز العش المتمركزة في بالمتنزه الوطني بسلطان بور بالهند.

يتبع عصفور السند توزيعاً متجانساً محدوداً، يجري بصفة أساسية في وادي السند بباكستان، وفي الأجزاء السفلية من روافد نهر الهند في منطقة بنجاب كمأوى ثانوي، ويمتد ذلك التوزيع الجغرافي من دلتا الهند شمال نهر كابل بالقرب من منطقة نويشار وجيلهم والتي تقع بالقرب من مدينة نربر نون بباكستان، وتمتد شرقاً إلى الهند بالقرب من مدينة دلهي. وعلى الصعيد المحلي، وجدت تلك الفصائل في الإقليم الغربي الباكستاني بلوشستان موطناً ممتازاُ للتكاثر وتربية الصغار، وقد تم تعقبها أيضاً في منطقة جنوب شرق إيران. يأخذ عصفور السند شهرة واسعة في مناطق تواجده، ولا يوجد أي نوع من أنواع التهديد يتوعد تلك الفصائل بالانقراض؛ وبالتالي يحظى بقدر غير كافٍ من الاهتمام من قِبل القائمة الحمراء التابعة للاتحاد الدولي لحماية الطبيعة.
تقوم عصافير السند بالقيام بالهجرات القصيرة أثناء فصل الشتاء، بينما تأخذ بعض الطيور مسارأ آخرَ للقيام بمثل تلك التحركات السربية القليلة إلى أجزاء من غرب باكستان والمناطق المجاورة الإيرانية، في حين ينعدم نسبياً تواجد تلك التجمعات في غوجارات شمال غرب الهند. واستناداً للمعاينة الإماراتية في دولة الإمارات العربية المتحدة في نوفمبر لعام 2000 والتي رجحت بإمكانية اتخاذ تلك الفصيلة مسار الهجرات الطويلة.
غالباً ما تقوم تلك السلالات بالتكاثر والتوالد على شجيرات الطحل والأثل، والحشائش الطويلة، ويأتي تواجدها بصفة دائمة على ضفاف الأنهار وغيرها من الأراضي الرطبة. زاد إقبال تلك الفصائل على اتخاذ السند كمأوى أساسي، على إثر التشييد والتوسع الزراعي والذي نتج عنه افتتاح العديد من قنوات الري الجديدة، وساهمت السهول الفيضية لنهر يمنا التابعة لولاية راجاستان بالهند في ذلك التمدد. وقد تجد في حقول الأرز وغيرها من الحقول، أو المساكن البشرية مرتعاً مناسباً للقيام بالتكاثر وتربية الصغار، ولكن تشترط أن يكون هناك ما يكفي من الأغطية الواقية، ومواقع العش المناسبة، وتهاجر عصافير السند من مناطق تواجدها قرب ضفاف النهر إلى الغابات الجافة، حيث شجيرات أراك وكابيرز التي تتميز بالطبيعة الشوكية الجافة، فهي طيور محبة للتواجد المائي ولا تستطيع التنقل بعيداً عنه.

## السلوك المعيشي
أثناء رحلتهم للبحث عن الطعام، تتشكل أسراب الطيور في صورة حلقات تتكون من أربعة إلى ستة طيور، وتميل إلى التكاثر في مساكن منعزلة في تلك المستعمرات بأزواج قليلة، في حين تقوم الطيور غير المتكاثرة بالاستيطان بالقرب من الشجيرات المائية مثل أشجار الأرك والأثل. وفي الشتاء؛ حيث موسم الخمول الجنسي، فتتجمع على هيئة أسراب كبيرة يصل عدد الطيور فيها إلى ثلاثين طائراً، وتشترك تلك التحركات مع غيرها من آكلات البذور مثل عصافير المنزل والعصافير الهندية الحمراء في رحلاتها، وتتغذى عصافير السند على الحشائش مثل نبات البطباط الرصاصي، واليسروع وذلك لتغذية الأفراخ الصغيرة، وتحلق تلك الطيور في حلقات جنباً إلى جنب أعلى المسطحات المائية مثل الأنهار، وبالقرب من الشجيرات المائية، وإذا حدث مايفرق شملهم، فسرعان ما يلتقون ثانية لمواصلة رحلتهم.
تبني الطيور أعشاشها خلال فصلي الربيع والصيف الممتدين من أبريل وحتى سبتمبر تزامناً مع هطول الأمطار الغزيرة، والتي تشكل بيئة مواتية لخروج الأفراخ الصغيرة إلى الحياة، حيث يتراوح في غالبيتها فرخين من كل زوج. وتواصل بناء أعشاشها على فروع الأشجار الكثيفة المتشابكة، أو على نهايات الفروع البسيطة والتي تتهدل على صفحات الماء. تتكون محتويات العش من لفة فوضوية من الحشائش وبعض النباتات الأخرى مثل أغصان الأثل، والجذور النباتية وفروع البوص، ويبلغ قطر تلك اللفة حوالي 9سم إلى 18 سم (3.5 - 7.1بوصة). ويتشكل العش على هيئة قطعة دائرية مسطحة من أعلاها، ولكنها تميل إلى الارتفاع من الجانبين، وتصطف فيه المواد النباتية الناعمة والريش الذي يزيد من تجانسها وقوتها، وربما تميل بعض الطيور إلى بناء أعشاشها أسفل أعشاش طيور البلشون الأبيض، أو توسيع سُمك العش مثل الحباك الفلبيني والعصفور الأسيوي ذي المسكن المؤقت. يساهم الزوجان من تلك الفصيلة في بناء العش وتربية الصغار، ويبلغ معدل عملية وضع البيض من 3-5 بيضات، وقد أجرى العالم سكروب دوينج مقارنة بين عصفور السند والعصفور الدوري من حيث حجم البيضة، فوجد أن بيضة عصفور السند أصغر حجماً من العصفور الدوري، ويبلغ قياسها (0.7 * 0.5) بوصة أي (1.3 * 1.8) سم، وغالباً ما يغلب عليها اللون الأخضر أو الرمادي، والتي تكون مبرقشة ببعض البقع والخطوط وبعض العلامات الأخرى.

## النصوص الموثقة
- Ali, S.; Ripley, S. Dillon (1999). Handbook of the birds of India and Pakistan, together with those of Bangladesh, Nepal, Bhutan, and Sri Lanka 10 (2nd ed.). Delhi: Oxford University Press. ISBN 0-19-565943-0.
- Baker, E. C. Stuart (1926). Fauna of British India: Birds III (2nd. ed.). London: Taylor and Francis
- Blanford, W. T. (1876). Eastern Persia: An account of the journeys of the Persian Boundary Commission 1870-71-72. Volume 2. The Zoology and Geology. London: Macmillan and Co.
- Clement, Peter; Harris, Alan; Davis, John (1993). Finches and Sparrows: an Identification Guide. Princeton, New Jersey: Princeton University Press. ISBN 0-691-03424-9.
- Hartert, Ernst (1903). Die Vögel der paläarktischen Fauna. Systematische Übersicht der in Europa, Nord-Asien und der Mittelmeerregion vorkommenden Vögel (in German) I. Berlin: R. Friedlander und Sohn. doi:10.5962/bhl.title.14175.
- Hume, A. O. (1873). "Contributions to the Ornithology of India. Sindh, No. II". Stray Feathers 1: 91–289.
- Hume, A. O. (1889). Oates, Eugene William, ed. The Nests and Eggs of Indian Birds II (2nd ed.). London: R. H. Porter.
- Jobling, James A. (2010). The Helm Dictionary of Scientific Bird Names. London: Christopher Helm. (ردمك 978-1-4081-2501-4).
- Oates, Eugene W. (1890). Blanford, W. T., ed. Fauna of British India, including Ceylon and Burma. Birds II. London: Taylor and Francis.
- Porter, R. F.; Christensen, F.; Schiermacker-Hansen, P. (1996). Field Guide to the Birds of the Middle East. London: T. & A. D. Poyser. ISBN 0-85661-076-3.
- Rasmussen, P. C.; Anderton, J. C. (2005). Birds of South Asia: The Ripley Guide. Volume 2: Attributes and Status. Washington, D.C. and Barcelona: Smithsonian Institution and Lynx Edicions. ISBN 84-87334-66-0.
- Roberts, Tom J. (1992). The Birds of Pakistan. Volume 2: Passeriformes: Pittas to Buntings. Oxford: Oxford University Press. ISBN 0-19-577405-1.
- Summers-Smith, J. Denis (1988). The Sparrows: a study of the genus Passer. illustrated by Robert Gillmor. Calton, Staffordshire: T. & A. D. Poyser. ISBN 0-85661-048-8.
- Summers-Smith, J. Denis (1992). In Search of Sparrows. illustrated by Euan Dunn. London: T. & A. D. Poyser. ISBN 0-85661-073-9.
- Summers-Smith, J. Denis (2009). "Family Passeridae (Old World Sparrows)". In del Hoyo, Josep; Elliott, Andrew; Christie, David. Handbook of the Birds of the World. Volume 14: Bush-shrikes to Old World Sparrows. Barcelona: Lynx Edicions. (ردمك 978-84-96553-50-7).
- Ticehurst, C. B. (1922). "The Birds of Sind (Part ii)". The Ibis. 11th series (British Ornithologists' Union) 4 (4): 605–662.

## وصلات خارجية
- عصفور السند في موقع مجموعة الطيور على شبكة الإنترنت
- طيور مميزة من باكستان: عصفور السند في نادي هواة مراقبة الطيور في باكستان.
- عصفور السنة نسخة محفوظة 22 يونيو 2011 على موقع واي باك مشين. في موقع delhibird.net